# Mineevita-(Y)
La mineevita-(Y) és un mineral de la classe dels carbonats. Rep el seu nom del professor Dmitry Andreevich Mineev (1935–1992), geoquímic rus i mineralogista, fundador de l'Acadèmia Russa de les Ciències.

## Característiques
La mineevita-(Y) és un carbonat de fórmula química Na25Ba(Y,Gd,Dy)₂(CO₃)11(HCO₃)₄(SO₄)₂F₂Cl. Cristal·litza en el sistema hexagonal, formant grans anèdrics de fins a 1 centímetre. La seva duresa a l'escala de Mohs és 4.
Segons la classificació de Nickel-Strunz, la mineevita-(Y) pertany a «05.BF - Carbonats amb anions addicionals, sense H₂O, amb (Cl), SO₄, PO₄, TeO₃» juntament amb els següents minerals: ferrotiquita, manganotiquita, northupita, tiquita, bonshtedtita, bradleyita, crawfordita, sidorenkita, daqingshanita-(Ce), reederita-(Y), brianyoungita, filolitita, leadhil·lita, macphersonita i susannita.

## Formació i jaciments
Es tracta d'una espècie molt rara que es troba en pegmatites en un massís alcalí diferenciat. Va ser descoberta al mont Alluaiv, al massís de Lovozero, a la península de Kola (óblast de Múrmansk, Rússia), l'únic indret on ha estat descoberta. Es troba associada a altres minerals com: nahcolita, trona, termonatrita, sidorenkite, neighborita, aegirina, albita, esfalerita i manganotiquita.